# Liste der Nummer-eins-Hits in Spanien (1999)
Dies ist eine Liste der Nummer-eins-Hits in Spanien im Jahr 1999. Sie basiert auf den offiziellen Chartlisten der Asociación Fonográfica y Videográfica de España (AFYVE, heute Promusicae), der spanischen Landesgruppe der IFPI.

## Singles
| | Liste der Nummer-eins-Hits in Spanien | Liste der Nummer-eins-Hits in Spanien | Liste der Nummer-eins-Hits in Spanien                                                                      | 2000 →                    |
| \| Zeitraum \| Wo. ges. \| Interpret \| Titel Autor(en) \| Zusätzliche Informationen \| \| (Zeitraum, Wochen auf Platz eins, Interpret, Titel, Autor[en], zusätzliche Informationen) \| \| \| \| \| \| ----------------------------------------------------------------------------------------- \| -------- \| ------------------ \| ---------------------------------------------------------------------------------------------------------- \| ------------------------- \| \| 28. Dezember 1998 – 3. Januar 1999 1 Woche (insgesamt 3) \| 3 \| Cher \| Believe Steve Torch, Paul Barry, Brian Higgins, Matt Gray, Stuart McLennan, Timothy Powell \| – \| \| 4. Januar 1999 – 10. Januar 1999 1 Woche (insgesamt 2) \| 2 \| Des’ree \| What’s Your Sign? Ashley Ingram, Desiree Weekes \| – \| \| 11. Januar 1999 – 17. Januar 1999 1 Woche (insgesamt 3) \| 3 \| Cher \| Believe Steve Torch, Paul Barry, Brian Higgins, Matt Gray, Stuart McLennan, Timothy Powell \| – \| \| 18. Januar 1999 – 31. Januar 1999 2 Wochen \| 2 \| Emilia \| Big Big World Emilia Rydberg, Günter Lauke \| – \| \| 1. Februar 1999 – 7. Februar 1999 1 Woche (insgesamt 3) \| 3 \| Cher \| Believe Steve Torch, Paul Barry, Brian Higgins, Matt Gray, Stuart McLennan, Timothy Powell \| – \| \| 8. Februar 1999 – 14. Februar 1999 1 Woche (insgesamt 2) \| 2 \| Blondie \| Maria Jimmy Destri \| – \| \| 15. Februar 1999 – 28. Februar 1999 2 Wochen \| 2 \| Des’ree \| You Gotta Be Ashley Ingram, Desiree Weekes \| – \| \| 1. März 1999 – 21. März 1999 3 Wochen \| 3 \| Madonna \| Nothing Really Matters Madonna Ciccone, Patrick Leonard \| – \| \| 22. März 1999 – 28. März 1999 1 Woche \| 1 \| Cranberries \| Promises Dolores O’Riordan \| – \| \| 29. März 1999 – 4. April 1999 1 Woche \| 1 \| Whitney Houston \| It’s Not Right But It’s Okay Rodney Jerkins, LeShawn Daniels, Fred Jerkins III, Isaac Phillips, Toni Estes \| – \| \| 5. April 1999 – 11. April 1999 1 Woche (insgesamt 2) \| 2 \| Blondie \| Maria Jimmy Destri \| – \| \| 12. April 1999 – 25. April 1999 2 Wochen \| 2 \| Chayanne \| Salomé Fabio Alonso Salgado \| – \| \| 26. April 1999 – 16. Mai 1999 3 Wochen \| 3 \| Backstreet Boys \| I Want It That Way Max Martin, Andreas Carlsson \| – \| \| 17. Mai 1999 – 13. Juni 1999 4 Wochen (insgesamt 5) \| 5 \| Enrique Iglesias \| Bailamos Paul Barry, Mark Taylor, Enrique Iglesias \| – \| \| 14. Juni 1999 – 20. Juni 1999 1 Woche \| 1 \| Dover \| DJ / Me and My Mulon / Silver Ray Amparo Llanos Fayos, Cristina Llanos Fayos \| – \| \| 21. Juni 1999 – 12. September 1999 12 Wochen \| 12 \| Lou Bega \| Mambo N° 5 Pérez Prado, David Lubega, Christian Pletschacher \| – \| \| 13. September 1999 – 19. September 1999 1 Woche (insgesamt 5) \| 5 \| Enrique Iglesias \| Bailamos Paul Barry, Mark Taylor, Enrique Iglesias \| – \| \| 20. September 1999 – 3. Oktober 1999 2 Wochen \| 2 \| Bunbury \| El extranjero Francisco Javier Corellano Martínez, Enrique Ortiz de Landázuri Izarduy \| – \| \| 4. Oktober 1999 – 14. November 1999 6 Wochen \| 6 \| Christina Aguilera \| Genie in a Bottle David Martin Frank, Steve Kipner, Pamela Eileen Sheyne \| – \| \| 15. November 1999 – 9. Januar 2000 8 Wochen \| 8 \| Enrique Iglesias \| Rhythm Divine Paul Barry, Mark Taylor \| – \| |                                       |                                       | |                           |
| |                                       |                                       | | → 2000 →                  |
| Zeitraum | Wo. ges.                              | Interpret                             | Titel Autor(en)                                                                                            | Zusätzliche Informationen |
| (Zeitraum, Wochen auf Platz eins, Interpret, Titel, Autor[en], zusätzliche Informationen) |                                       |                                       | |                           |
| 28. Dezember 1998 – 3. Januar 1999 1 Woche (insgesamt 3) | 3                                     | Cher                                  | Believe Steve Torch, Paul Barry, Brian Higgins, Matt Gray, Stuart McLennan, Timothy Powell                 | –                         |
| 4. Januar 1999 – 10. Januar 1999 1 Woche (insgesamt 2) | 2                                     | Des’ree                               | What’s Your Sign? Ashley Ingram, Desiree Weekes                                                            | –                         |
| 11. Januar 1999 – 17. Januar 1999 1 Woche (insgesamt 3) | 3                                     | Cher                                  | Believe Steve Torch, Paul Barry, Brian Higgins, Matt Gray, Stuart McLennan, Timothy Powell                 | –                         |
| 18. Januar 1999 – 31. Januar 1999 2 Wochen | 2                                     | Emilia                                | Big Big World Emilia Rydberg, Günter Lauke                                                                 | –                         |
| 1. Februar 1999 – 7. Februar 1999 1 Woche (insgesamt 3) | 3                                     | Cher                                  | Believe Steve Torch, Paul Barry, Brian Higgins, Matt Gray, Stuart McLennan, Timothy Powell                 | –                         |
| 8. Februar 1999 – 14. Februar 1999 1 Woche (insgesamt 2) | 2                                     | Blondie                               | Maria Jimmy Destri                                                                                         | –                         |
| 15. Februar 1999 – 28. Februar 1999 2 Wochen | 2                                     | Des’ree                               | You Gotta Be Ashley Ingram, Desiree Weekes                                                                 | –                         |
| 1. März 1999 – 21. März 1999 3 Wochen | 3                                     | Madonna                               | Nothing Really Matters Madonna Ciccone, Patrick Leonard                                                    | –                         |
| 22. März 1999 – 28. März 1999 1 Woche | 1                                     | Cranberries                           | Promises Dolores O’Riordan                                                                                 | –                         |
| 29. März 1999 – 4. April 1999 1 Woche | 1                                     | Whitney Houston                       | It’s Not Right But It’s Okay Rodney Jerkins, LeShawn Daniels, Fred Jerkins III, Isaac Phillips, Toni Estes | –                         |
| 5. April 1999 – 11. April 1999 1 Woche (insgesamt 2) | 2                                     | Blondie                               | Maria Jimmy Destri                                                                                         | –                         |
| 12. April 1999 – 25. April 1999 2 Wochen | 2                                     | Chayanne                              | Salomé Fabio Alonso Salgado                                                                                | –                         |
| 26. April 1999 – 16. Mai 1999 3 Wochen | 3                                     | Backstreet Boys                       | I Want It That Way Max Martin, Andreas Carlsson                                                            | –                         |
| 17. Mai 1999 – 13. Juni 1999 4 Wochen (insgesamt 5) | 5                                     | Enrique Iglesias                      | Bailamos Paul Barry, Mark Taylor, Enrique Iglesias                                                         | –                         |
| 14. Juni 1999 – 20. Juni 1999 1 Woche | 1                                     | Dover                                 | DJ / Me and My Mulon / Silver Ray Amparo Llanos Fayos, Cristina Llanos Fayos                               | –                         |
| 21. Juni 1999 – 12. September 1999 12 Wochen | 12                                    | Lou Bega                              | Mambo N° 5 Pérez Prado, David Lubega, Christian Pletschacher                                               | –                         |
| 13. September 1999 – 19. September 1999 1 Woche (insgesamt 5) | 5                                     | Enrique Iglesias                      | Bailamos Paul Barry, Mark Taylor, Enrique Iglesias                                                         | –                         |
| 20. September 1999 – 3. Oktober 1999 2 Wochen | 2                                     | Bunbury                               | El extranjero Francisco Javier Corellano Martínez, Enrique Ortiz de Landázuri Izarduy                      | –                         |
| 4. Oktober 1999 – 14. November 1999 6 Wochen | 6                                     | Christina Aguilera                    | Genie in a Bottle David Martin Frank, Steve Kipner, Pamela Eileen Sheyne                                   | –                         |
| 15. November 1999 – 9. Januar 2000 8 Wochen | 8                                     | Enrique Iglesias                      | Rhythm Divine Paul Barry, Mark Taylor                                                                      | –                         |

## Alben
| | Liste der Nummer-eins-Hits in Spanien | Liste der Nummer-eins-Hits in Spanien | Liste der Nummer-eins-Hits in Spanien | 2000 → |
| \| Zeitraum \| Wo. ges. \| Interpret \| Titel \| Zusätzliche Informationen \| \| (Zeitraum, Wochen auf Platz eins, Interpret, Titel, zusätzliche Informationen) \| \| \| \| \| \| ------------------------------------------------------------------------------ \| -------- \| -------------------- \| ------------------------ \| -------------------------------------------------------------------------------------------------------------------------------------------------------- \| \| 7. Dezember 1998 – 3. Januar 1999 4 Wochen (insgesamt 9) \| 9 \| Rosana \| Luna nueva \| – \| \| 4. Januar 1999 – 7. Februar 1999 5 Wochen (insgesamt 24) \| 24 \| Alejandro Sanz \| Más \| – \| \| 8. Februar 1999 – 7. März 1999 4 Wochen \| 4 \| La Oreja de Van Gogh \| Dile al sol \| – \| \| 8. März 1999 – 11. April 1999 5 Wochen \| 5 \| Hevia \| Tierra de nadie \| – \| \| 12. April 1999 – 18. April 1999 1 Woche (insgesamt 4) \| 4 \| Chayanne \| Atado a tu amor \| – \| \| 19. April 1999 – 25. April 1999 1 Woche \| 1 \| Cranberries \| Bury the Hatchet \| – \| \| 25. April 1999 – 9. Mai 1999 3 Wochen (insgesamt 4) \| 4 \| Chayanne \| Atado a tu amor \| – \| \| 10. Mai 1999 – 16. Mai 1999 1 Woche \| 1 \| Ricky Martin \| Ricky Martin \| – \| \| 17. Mai 1999 – 27. Juni 1999 6 Wochen \| 6 \| Backstreet Boys \| Millennium \| – \| \| 28. Juni 1999 – 1. August 1999 5 Wochen \| 5 \| Vonda Shepard \| Ally McBeal (Soundtrack) \| – \| \| 2. August 1999 – 29. August 1999 4 Wochen \| 4 \| ABBA \| Gold \| – \| \| 30. August 1999 – 5. September 1999 1 Woche \| 1 \| Presuntos Implicados \| Versión original \| – \| \| 6. September 1999 – 12. September 1999 1 Woche (insgesamt 3) \| 3 \| Joaquín Sabina \| 19 días y 500 noches \| – \| \| 13. September 1999 – 3. Oktober 1999 3 Wochen (insgesamt 4) \| 4 \| Luis Miguel \| Amarte es un placer \| – \| \| 4. Oktober 1999 – 10. Oktober 1999 1 Woche \| 1 \| Miguel Bosé \| Lo mejor de Bosé \| – \| \| 11. Oktober 1999 – 17. Oktober 1999 1 Woche (insgesamt 4) \| 4 \| Luis Miguel \| Amarte es un placer \| – \| \| 18. Oktober 1999 – 31. Oktober 1999 2 Wochen (insgesamt 3) \| 3 \| Joaquín Sabina \| 19 días y 500 noches \| – \| \| 1. November 1999 – 21. November 1999 3 Wochen (insgesamt 9) \| 9 \| Miliki \| A mis niños de 30 años \| Das ist das erste Soloalbum des Musikers und Zirkusclowns, der schon ab 1950 zuerst mit seiner Band und später mit seiner Tochter Alben veröffentlichte. \| \| 22. November 1999 – 28. November 1999 1 Woche \| 1 \| Enrique Iglesias \| Enrique \| – \| \| 29. November 1999 – 9. Januar 2000 6 Wochen (insgesamt 9) \| 9 \| Miliki \| A mis niños de 30 años \| – \| |                                       |                                       |                                       | |
| |                                       |                                       |                                       | → 2000 → |
| Zeitraum | Wo. ges.                              | Interpret                             | Titel                                 | Zusätzliche Informationen |
| (Zeitraum, Wochen auf Platz eins, Interpret, Titel, zusätzliche Informationen) |                                       |                                       |                                       | |
| 7. Dezember 1998 – 3. Januar 1999 4 Wochen (insgesamt 9) | 9                                     | Rosana                                | Luna nueva                            | – |
| 4. Januar 1999 – 7. Februar 1999 5 Wochen (insgesamt 24) | 24                                    | Alejandro Sanz                        | Más                                   | – |
| 8. Februar 1999 – 7. März 1999 4 Wochen | 4                                     | La Oreja de Van Gogh                  | Dile al sol                           | – |
| 8. März 1999 – 11. April 1999 5 Wochen | 5                                     | Hevia                                 | Tierra de nadie                       | – |
| 12. April 1999 – 18. April 1999 1 Woche (insgesamt 4) | 4                                     | Chayanne                              | Atado a tu amor                       | – |
| 19. April 1999 – 25. April 1999 1 Woche | 1                                     | Cranberries                           | Bury the Hatchet                      | – |
| 25. April 1999 – 9. Mai 1999 3 Wochen (insgesamt 4) | 4                                     | Chayanne                              | Atado a tu amor                       | – |
| 10. Mai 1999 – 16. Mai 1999 1 Woche | 1                                     | Ricky Martin                          | Ricky Martin                          | – |
| 17. Mai 1999 – 27. Juni 1999 6 Wochen | 6                                     | Backstreet Boys                       | Millennium                            | – |
| 28. Juni 1999 – 1. August 1999 5 Wochen | 5                                     | Vonda Shepard                         | Ally McBeal (Soundtrack)              | – |
| 2. August 1999 – 29. August 1999 4 Wochen | 4                                     | ABBA                                  | Gold                                  | – |
| 30. August 1999 – 5. September 1999 1 Woche | 1                                     | Presuntos Implicados                  | Versión original                      | – |
| 6. September 1999 – 12. September 1999 1 Woche (insgesamt 3) | 3                                     | Joaquín Sabina                        | 19 días y 500 noches                  | – |
| 13. September 1999 – 3. Oktober 1999 3 Wochen (insgesamt 4) | 4                                     | Luis Miguel                           | Amarte es un placer                   | – |
| 4. Oktober 1999 – 10. Oktober 1999 1 Woche | 1                                     | Miguel Bosé                           | Lo mejor de Bosé                      | – |
| 11. Oktober 1999 – 17. Oktober 1999 1 Woche (insgesamt 4) | 4                                     | Luis Miguel                           | Amarte es un placer                   | – |
| 18. Oktober 1999 – 31. Oktober 1999 2 Wochen (insgesamt 3) | 3                                     | Joaquín Sabina                        | 19 días y 500 noches                  | – |
| 1. November 1999 – 21. November 1999 3 Wochen (insgesamt 9) | 9                                     | Miliki                                | A mis niños de 30 años                | Das ist das erste Soloalbum des Musikers und Zirkusclowns, der schon ab 1950 zuerst mit seiner Band und später mit seiner Tochter Alben veröffentlichte. |
| 22. November 1999 – 28. November 1999 1 Woche | 1                                     | Enrique Iglesias                      | Enrique                               | – |
| 29. November 1999 – 9. Januar 2000 6 Wochen (insgesamt 9) | 9                                     | Miliki                                | A mis niños de 30 años                | – |